# Aiguille Verte
Pour les articles homonymes, voir Aiguille Verte (homonymie).
L'aiguille Verte est un sommet du massif du Mont-Blanc, en Haute-Savoie, culminant à  4 122 mètres. Elle fait partie des 82 sommets des Alpes de plus de 4 000 mètres d'altitude recensés dans les Alpes.

## Toponymie
Une hypothèse veut que son nom provienne de la teinte bleu-vert que prend la glace qui recouvre le sommet lorsque le soleil l'éclaire de profil. Mais plusieurs spécialistes s'accordent à dire que l’origine est à trouver dans la racine pré-celtique ver ou var désignant une hauteur. À Chamonix on dit « La Verte »[réf. nécessaire].

## Géographie

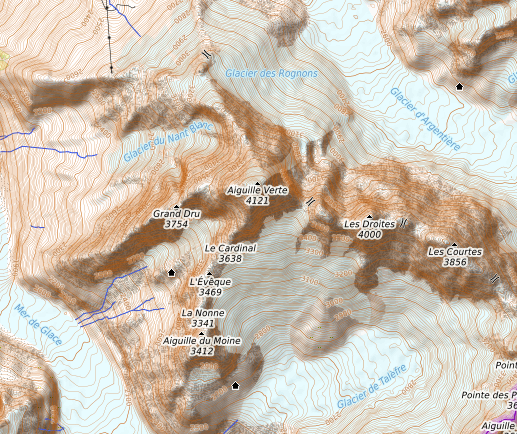
Carte topographique de l'aiguille

Cette vaste montagne, d'accès difficile et longtemps invaincue comporte quatre grandes arêtes :
- l’arête du Moine (orientation sud-ouest), chaînon qui se prolonge avec une série de sommets dont le plus important est l'aiguille du Moine ;
- l’arête Sans Nom (orientation ouest) qui se prolonge avec plusieurs sommets dont Les Drus ;
- l’arête du Jardin (orientation sud-est) qui suit la ligne de crête entre le bassin d'Argentière et celui de Talèfre et comptant comme autres sommets importants les Droites et les Courtes ;
- l’arête des Grands Montets (orientation nord-ouest).

Les trois versants principaux sont délimités par ces arêtes :
- le versant sud où se développe notamment sa voie d'ascension normale, le couloir Whymper. Il est situé entre l'arête Sans Nom et l'arête du Jardin ;
- le versant Nant-Blanc (ou nord-ouest), qui domine la vallée de Chamonix. Il est situé entre l'arête Sans Nom et l'arête des Grands Montets ;
- le versant nord ou versant Argentière, où l'on remarque en particulier le couloir Couturier, long toboggan de neige et de glace de plus de mille mètres de hauteur alimenté par les chutes de sérac du glacier de la Verte. Il est situé entre l'arête des Grands Montets et l'arête du Jardin.

À ces trois versants, s'ajoute l'étroit vallon de la Charpoua entre l'arête Sans Nom et l'arête du Moine qui abrite le glacier de la Charpoua ainsi que le refuge de la Charpoua.
Un certain nombre de couloirs strient ses faces dont certains sont devenus des itinéraires renommés d'ascension : les couloirs Whymper, Couturier, en Y et le Nant-Blanc.
En contrebas et entre ces deux versants se situe la station de ski des Grands Montets.
L'aiguille Verte comporte deux sommets satellites : la Grande Rocheuse (4 102 m) et l'aiguille du Jardin (4 035 m) qui a lui-même un sommet secondaire, la pointe Éveline (4 026 m). Ces sommets figurent aussi parmi les sommets des Alpes de plus de 4 000 mètres d'altitude.

## Ascensions historiques
- 29 juin 1865 : couloir Whymper par Edward Whymper, Christian Almer et Franz Biner (voie normale). Ce couloir avait été auparavant observé par Whymper qui avait effectué la première ascension de la pointe Whymper des Grandes Jorasses dans ce but (ce qui explique qu'il ne soit pas monté au point culminant, la pointe Walker).
- 5 juillet 1865 :  arête du Moine par Michel Croz, Michel Ambroise Ducroz, George Christopher Hodgkinson, Charles Hudson, Thomas Stuart Kennedy, Peter Perren.
- 31 juillet 1876 : couloir Cordier sur le versant d'Argentière par Henri Cordier, Andreas Maurer, Jakob Anderegg, Thomas Middlemore, Johann Jaun et John Oakley Maund.
- 30 juillet 1881 : couloir en Y sur le versant Charpoua par Albert F. Mummery et Alexandre Burgener, le 30 juillet.
- août 1925 : arête des Grands Mulets par Pierre Dalloz, Jacques Lagarde et Henry de Ségogne.
- 19 août 1926 : arête du Jardin par Armand Charlet, André Jacquemart, Mlle G. de Longchamp.
- 1929 : versant du Nant-Blanc par Camille Devouassoux et Armand Charlet.
- 1er juillet 1932 : couloir Couturier par Armand Charlet, Marcel Couturier et Jules Simond.
- 1964 : première hivernale du versant Nant-Blanc par Georges Payot.

## Alpinisme

### Voies d'ascension
En tant que sommet majeur du massif du Mont-Blanc, l'aiguille Verte comporte de nombreuses voies d'ascension. Aucune des voies accédant au sommet n'est aisée :

« Avant la Verte on est alpiniste, à la Verte on devient montagnard... »

— Gaston Rébuffat
Les itinéraires principaux sont les suivants  :
- couloir Whymper (AD), qui est également l'itinéraire de descente normal. En fin de saison, ce couloir n'est plus en condition (glace) ;
- arête du Moine ou arête sud-ouest (AD+). L'accès se fait par le refuge du Couvercle (2 867 mètres). La descente par cette voie est périlleuse et suppose de tenir un horaire serré (redescendre avant que le couloir ne soit trop exposé au soleil) et d'excellentes conditions de neige et de glace ; une ligne de rappel récemment mise en place[Quand ?] permet actuellement une descente moins risquée ;
- couloir Couturier en face nord-est (D) ;
- couloir Cordier en face nord (TD-) ;
- couloir en Y (D+) sur le versant Charpoua en face sud-ouest ;
- directe du Nant Blanc ou face nord-ouest (D+) ;
- arête des Grands Montets ou arête nord-ouest (D) ;
- arête sans Nom (AD+) ;
- arête du Jardin (D+) ;
- versant nord du pic Sans Nom : nombreuses voies en mixte difficile.

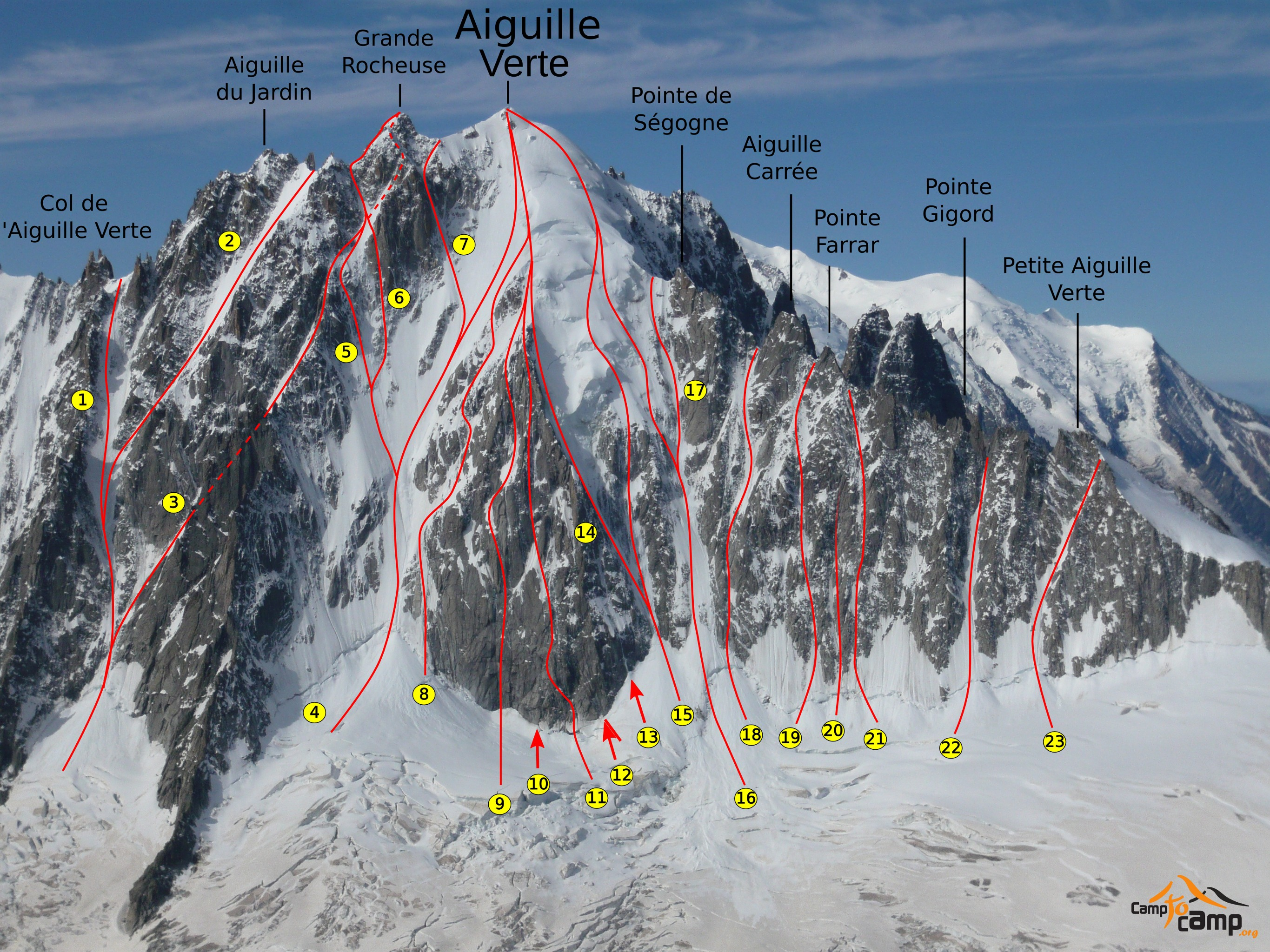
Itinéraires du versant nord de l'aiguille Verte.
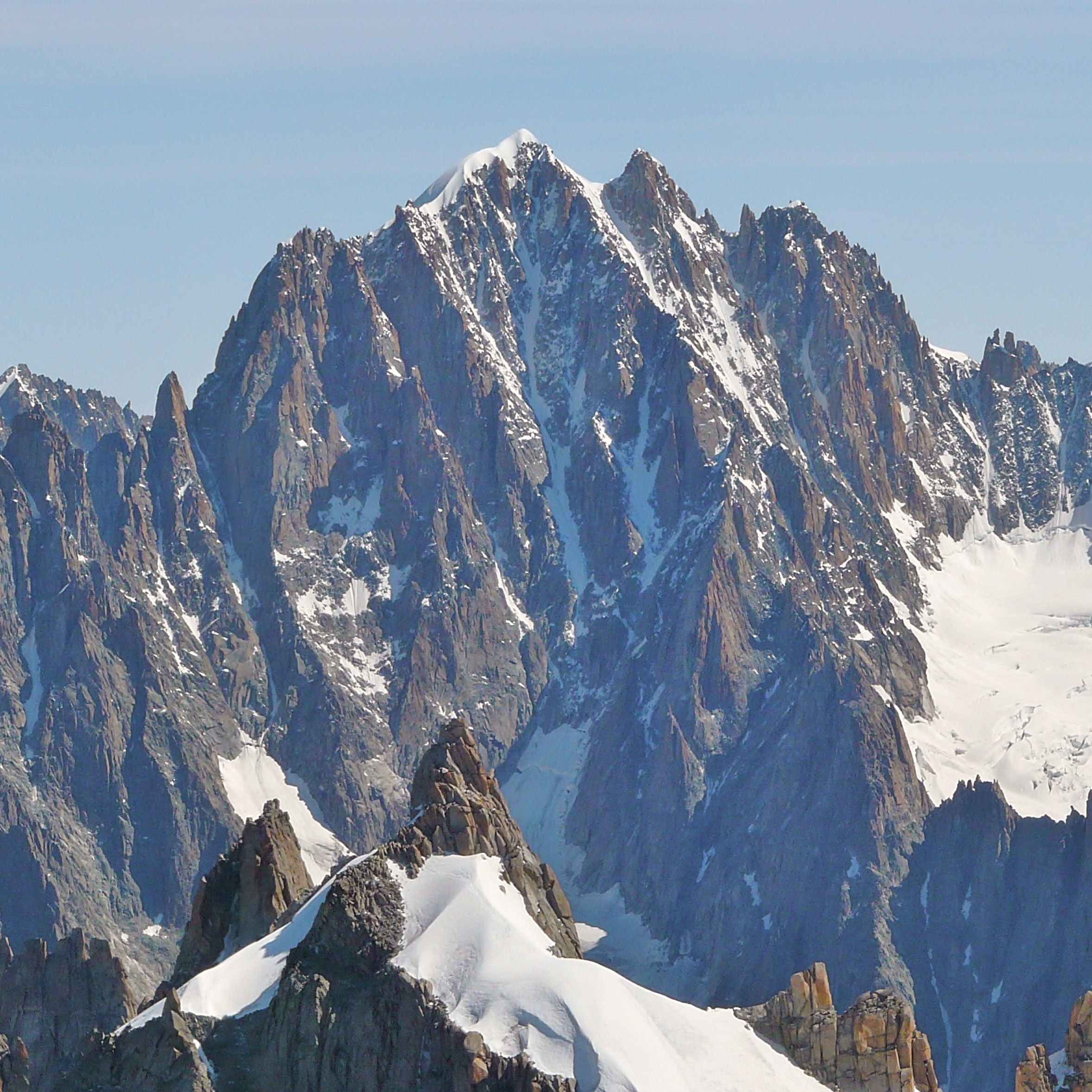
Le versant Charpoua de l'aiguille Verte, avec le « couloir en Y », et à droite le haut du couloir Whymper, la Grande Rocheuse et l'aiguille du Jardin, depuis l'aiguille du Midi.
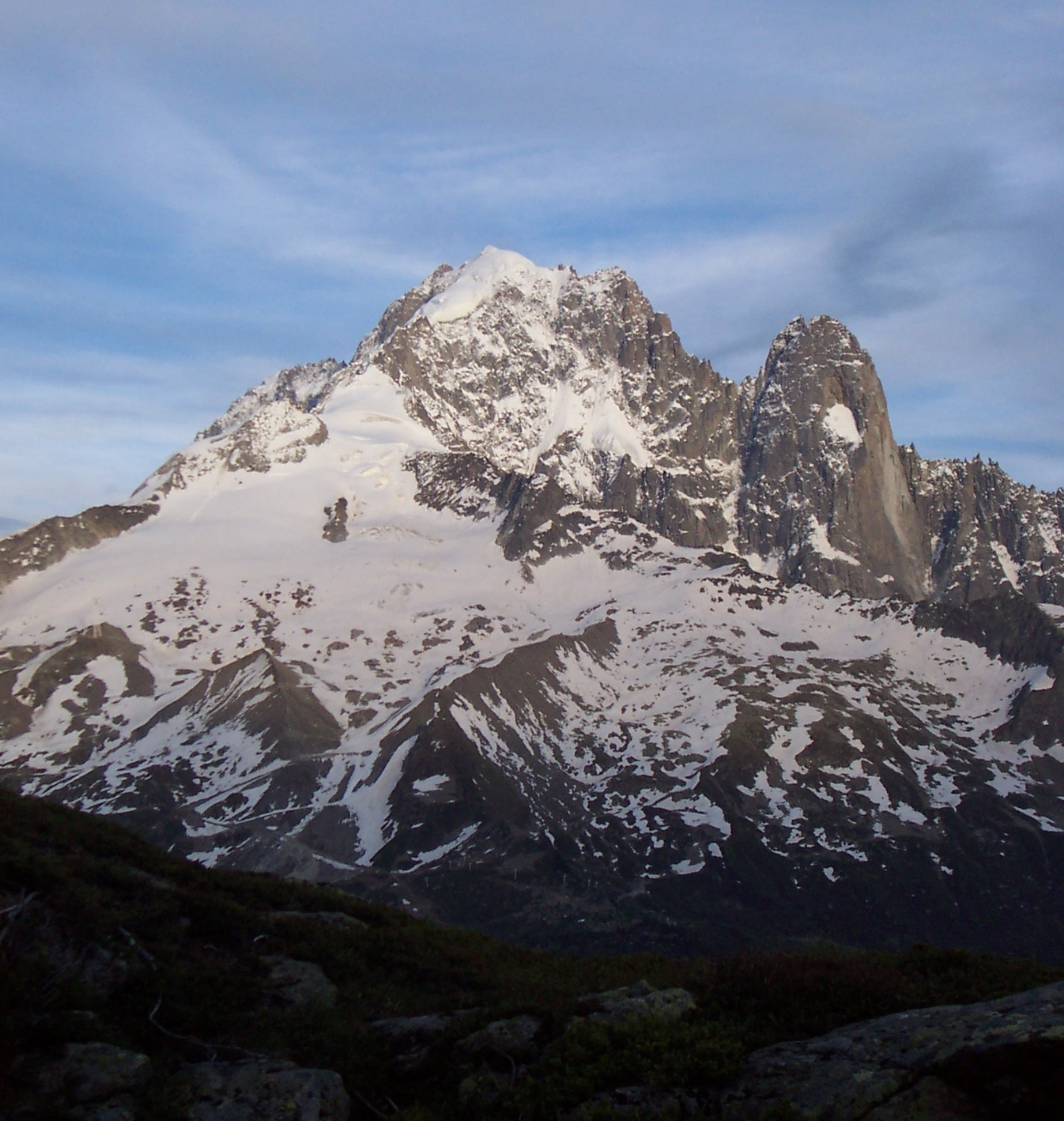
L'aiguille Verte, versant du Nant-Blanc (à gauche) et les Drus (à droite).
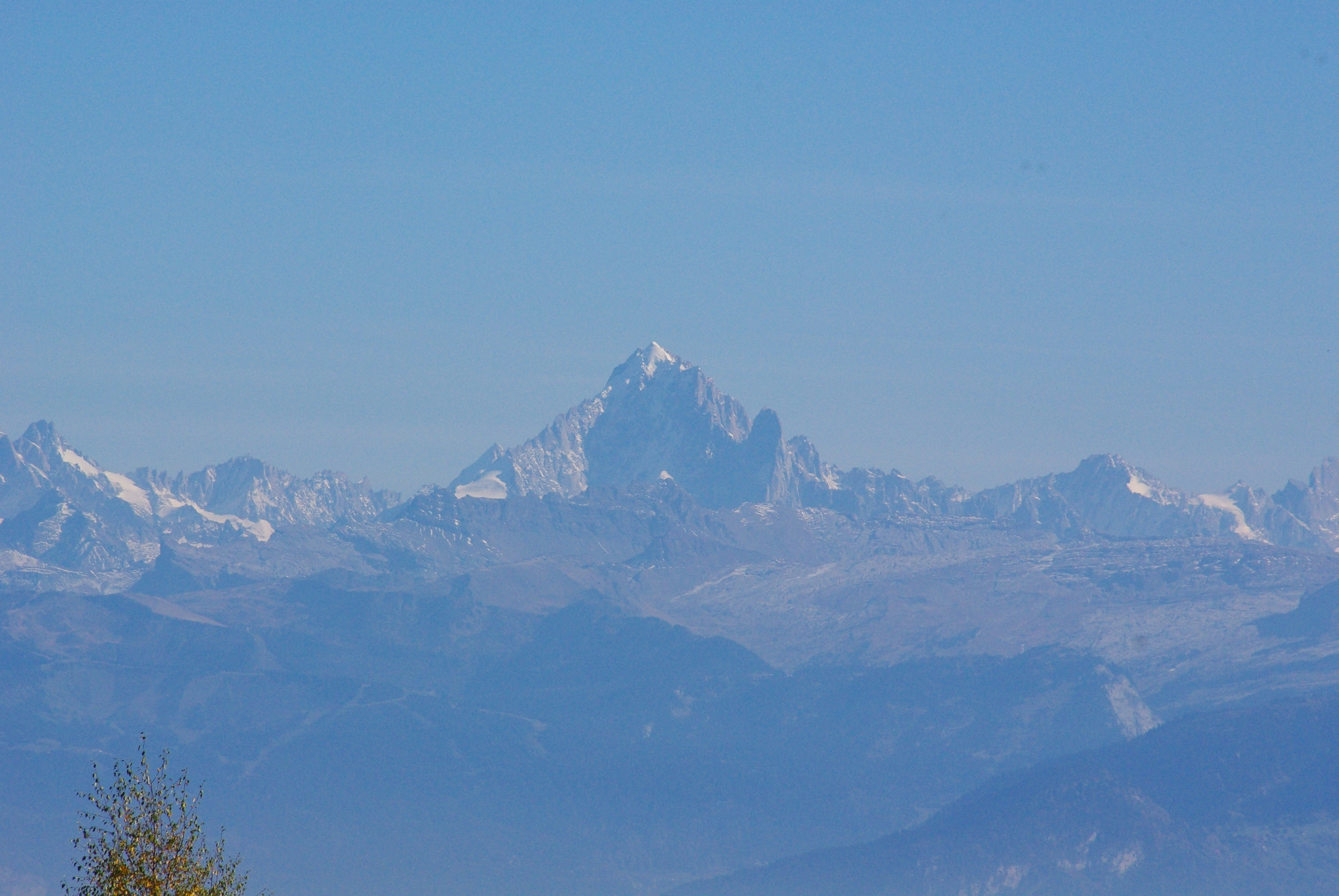
L'aiguille Verte vue du Salève ; la différence de hauteur avec les Drus est bien visible.

### Accès
- Refuge du Couvercle (2 687 m).
- Refuge d'Argentière (2 771 m).
- Refuge de la Charpoua (2 841 m).